# 土方文一郎
土方 文一郎（ひじかた ぶんいちろう、1930年 - ）は、日本の社会心理学者、立教大学名誉教授。
1953年東京大学文学部社会学科卒、住友金属工業に入社、1958年立教大学社会学部講師、助教授、69年教授、97年定年退任、名誉教授。

## 著書
- 『能力主義と動態組織』産業能率短期大学出版部 1968
- 『管理者の問題形成』産業能率短期大学出版部 1971
- 『組織動態化の基本問題』産業能率短期大学出版部 1974
- 『変動する社会と組織革新』産業能率短期大学出版部 1975
- 『問題形成マニュアル 問題のまわりに集まれ』産業能率短期大学部 1977
- 『団塊ジュニアの見方・活かし方』日本経営者団体連盟広報部 1996

### 共編著
- 『今日の社会心理学 第2 社会的行動』岡部慶三,岡田直之共著 培風館 1969
- 『変動期の管理者』上野一郎,幸田一男共編著 産業能率短期大学出版部 1972
- 『企業行動とイノヴェーション』宮川公男共編 日本経済新聞社 企業行動コンファレンス報告 1973
- 『講座現代経営の課題 5 環境変化と組織 社会とどう調和していくか』影山喜一,吉田正昭共著 実業之日本社 1973
- 『日本的経営と動態組織』高宮晋,園谷勇共編 丸善 1973
- 『銀行経営講座 2 経営管理』村田茂共責任編集 銀行研修社 1978
- 『経営と労務シリーズ 第3  経営組織と人間性』松岡磐木共著 日刊工業新聞社 1965

## 参考
- 土方文一郎教授略歴・業績目録 応用社会学研究 1997
- 『団塊ジュニアの見方・活かし方』著者紹介